# Llista de topònims de Forès
Llista de topònims (noms propis de lloc) del municipi de Forès, a la Conca de Barberà
Informació actualitzada per un bot. Els canvis manuals es perdran quan s'actualitzi!

## cabana
| imatge | Nom                  | Ubicat a | instància de | Detalls | coordenades                                                         | Protecció | Commons (més fotos) | Dades a WD                    |
| ------ | -------------------- | -------- | ------------ | ------- | ------------------------------------------------------------------- | --------- | ------------------- | ----------------------------- |
|        | cabana dels Solans   | Forès    | cabana       |         | 41° 30′ 30″ N, 1° 13′ 57″ E / 41.5083186795515°N,1.23239764543197°E |           |                     | Modifica les dades a Wikidata |
|        | pallissa d'Escodines | Forès    | cabana       |         | 41° 30′ 02″ N, 1° 14′ 52″ E / 41.5004853620176°N,1.24787424646293°E |           |                     | Modifica les dades a Wikidata |
|        | pallissa del Cano    | Forès    | cabana       |         | 41° 30′ 09″ N, 1° 13′ 24″ E / 41.50253250559°N,1.22338947473658°E   |           |                     | Modifica les dades a Wikidata |

## creu de terme
| imatge | Nom                            | Ubicat a | instància de  | Detalls                     | coordenades                                                                                                | Protecció                                  | Commons (més fotos)                     | Dades a WD                    |
| ------ | ------------------------------ | -------- | ------------- | --------------------------- | --- | ------------------------------------------ | --------------------------------------- | ----------------------------- |
|        | creu de la bassa d'en Rocafort | Forès    | creu de terme | Estil: art gòtic            | 41° 29′ 37″ N, 1° 14′ 28″ E / 41.4935°N,1.24121°E ca:Entrada del municipi per la carretera de Conesa       | bé integrant del patrimoni cultural català | Creu de la bassa d'en Rocafort de Forès | Modifica les dades a Wikidata |
|        | creu de la bassa de l'Hostal   | Forès    | creu de terme | Estil: arquitectura barroca | 41° 29′ 32″ N, 1° 13′ 51″ E / 41.492323°N,1.230795°E ca:Entrada del municipi per la carretera de Passanant | bé integrant del patrimoni cultural català | Creu de la bassa de l'Hostal de Forès   | Modifica les dades a Wikidata |

## font
| imatge | Nom              | Ubicat a | instància de | Detalls | coordenades                                                         | Protecció | Commons (més fotos) | Dades a WD                    |
| ------ | ---------------- | -------- | ------------ | ------- | ------------------------------------------------------------------- | --------- | ------------------- | ----------------------------- |
|        | font d'en Cots   | Forès    | font         |         | 41° 29′ 57″ N, 1° 13′ 12″ E / 41.4992391568703°N,1.22010100046336°E |           |                     | Modifica les dades a Wikidata |
|        | font d'en Gallet | Forès    | font         |         | 41° 28′ 43″ N, 1° 12′ 41″ E / 41.4787110397054°N,1.21130910835859°E |           |                     | Modifica les dades a Wikidata |

## masia
| imatge | Nom                      | Ubicat a | instància de | Detalls | coordenades                                                         | Protecció | Commons (més fotos) | Dades a WD                    |
| ------ | ------------------------ | -------- | ------------ | ------- | ------------------------------------------------------------------- | --------- | ------------------- | ----------------------------- |
|        | Ca l'Agustí              | Forès    | masia        |         | 41° 29′ 31″ N, 1° 14′ 03″ E / 41.4920178410772°N,1.23426650302752°E |           |                     | Modifica les dades a Wikidata |
|        | Ca l'Aleix               | Forès    | masia        |         | 41° 29′ 33″ N, 1° 13′ 48″ E / 41.49239°N,1.23008°E                  |           |                     | Modifica les dades a Wikidata |
|        | Ca la Marina             | Forès    | masia        |         | 41° 29′ 35″ N, 1° 14′ 33″ E / 41.4929293485663°N,1.24261533256482°E |           |                     | Modifica les dades a Wikidata |
|        | Cal Bernat               | Forès    | masia        |         | 41° 29′ 35″ N, 1° 13′ 47″ E / 41.493102493374°N,1.2298286156001°E   |           |                     | Modifica les dades a Wikidata |
|        | Cal Boldú                | Forès    | masia        |         | 41° 29′ 41″ N, 1° 13′ 51″ E / 41.4948557682738°N,1.23079914387006°E |           |                     | Modifica les dades a Wikidata |
|        | Casalot de les Monges    | Forès    | masia        |         | 41° 29′ 42″ N, 1° 13′ 14″ E / 41.4949125559612°N,1.22047106190138°E |           |                     | Modifica les dades a Wikidata |
|        | Mas del Biel             | Forès    | masia        |         | 41° 28′ 24″ N, 1° 12′ 44″ E / 41.4732331126824°N,1.21235793309453°E |           |                     | Modifica les dades a Wikidata |
|        | Mas del Bot              | Forès    | masia        |         | 41° 28′ 26″ N, 1° 13′ 08″ E / 41.4739399681177°N,1.2190210396476°E  |           |                     | Modifica les dades a Wikidata |
|        | Mas del Duc              | Forès    | masia        |         | 41° 28′ 38″ N, 1° 13′ 49″ E / 41.47719722°N,1.23034722°E            |           |                     | Modifica les dades a Wikidata |
|        | Mas del Pa Blanc         | Forès    | masia        |         | 41° 28′ 24″ N, 1° 12′ 46″ E / 41.4732324824454°N,1.21289685840476°E |           |                     | Modifica les dades a Wikidata |
|        | Mas del Rabadà           | Forès    | masia        |         | 41° 28′ 24″ N, 1° 12′ 46″ E / 41.4734720313646°N,1.21266273713155°E |           |                     | Modifica les dades a Wikidata |
|        | Mas del Sanaüja          | Forès    | masia        |         | 41° 28′ 33″ N, 1° 13′ 57″ E / 41.4759665863672°N,1.23245080087655°E |           |                     | Modifica les dades a Wikidata |
|        | Masia Fabregat           | Forès    | masia        |         | 41° 29′ 18″ N, 1° 12′ 56″ E / 41.48831667°N,1.21555278°E            |           |                     | Modifica les dades a Wikidata |
|        | el Convent de les Monges | Forès    | masia        |         | 41° 29′ 47″ N, 1° 15′ 26″ E / 41.4962607358418°N,1.25733254791409°E |           |                     | Modifica les dades a Wikidata |

## Misc
| imatge | Nom                        | Ubicat a | instància de                                   | Detalls                      | coordenades                                                                      | Protecció                                            | Commons (més fotos)  | Dades a WD                    |
| ------ | -------------------------- | -------- | ---------------------------------------------- | ---------------------------- | -------------------------------------------------------------------------------- | ---------------------------------------------------- | -------------------- | ----------------------------- |
|        | Castell de Forès           | Forès    | castell                                        | Estil: arquitectura popular  | 41° 29′ 39″ N, 1° 14′ 17″ E / 41.4941°N,1.23795°E ca:Carrer del Castell 876 msnm | bé d'interès cultural bé cultural d'interès nacional | Castell de Forès     | Modifica les dades a Wikidata |
|        | Fita dels Tres Termes      | Forès    | fita                                           |                              | 41° 28′ 47″ N, 1° 15′ 15″ E / 41.4796855725548°N,1.25420765151364°E              |                                                      |                      | Modifica les dades a Wikidata |
|        | Forès                      | Forès    | entitat singular de població capital municipal | 40 hab                       | 41° 29′ 36″ N, 1° 14′ 15″ E / 41.49343031°N,1.23740046°E 850 msnm                |                                                      |                      | Modifica les dades a Wikidata |
|        | Las Forcas                 | Forès    | vèrtex geodèsic                                | Alt: 1.2m                    | 41° 29′ 32″ N, 1° 13′ 25″ E / 41.492177°N,1.223684°E 870.271 msnm                |                                                      |                      | Modifica les dades a Wikidata |
|        | Sant Miquel de Forès       | Forès    | església                                       | Estil: arquitectura romànica | 41° 29′ 40″ N, 1° 14′ 18″ E / 41.4944°N,1.23833°E                                | bé cultural d'interès local                          | Sant Miquel de Forès | Modifica les dades a Wikidata |
|        | casa consistorial de Forès | Forès    | casa consistorial                              |                              | 41° 29′ 36″ N, 1° 14′ 08″ E / 41.4933588°N,1.2355015°E                           |                                                      |                      | Modifica les dades a Wikidata |
|        | les Forques                | Forès    | muntanya                                       |                              | 41° 29′ 31″ N, 1° 13′ 25″ E / 41.49199167°N,1.22364444°E 868.5 msnm              |                                                      |                      | Modifica les dades a Wikidata |